# Conraua alleni
Espèce
Synonymes
- Pseudoxenopus alleni Barbour & Loveridge, 1927

Statut de conservation UICN

 LC  : Préoccupation mineure
Conraua alleni est une espèce d'amphibiens de la famille des Conrauidae.

## Répartition
Cette espèce se rencontre jusqu'à plus de 1 000 m d'altitude :
- dans l'ouest de la Côte d'Ivoire ;
- dans le sud de la Guinée ;
- au Liberia ;
- dans le nord de la Sierra Leone.

## Étymologie
Cette espèce est nommée en l'honneur de Glover Morrill Allen.

## Publication originale
- Barbour & Loveridge, 1927 : Some undescribed frogs and a new gecko from Liberia. Proceedings of the New England Zoölogical Club, Cambridge, Massachusetts, vol. 10, p. 13-18.